# Карадениз, Сулейман
Сулейман Мустафа Карадениз (тур. Süleyman Mustafa Karadeniz; 12 июля 1995, Денизли, Турция) — турецкий борец вольного стиля, чемпион Европы 2020 года, участник Олимпийских игр 2020 года в Токио.

## Биография
Родился в 1995 году. С 2016 года выступает на международных соревнованиях по борьбе. 
В 2019 году впервые в карьере принял участие во взрослом чемпионате мира, который проходил в Казахстане. В весовой категории до 92 кг занял итоговое восьмое место. 
В феврале 2020 года на чемпионате континента в Риме, в весовой категории до 92 кг Сулейман в схватке за чемпионский титул поборол спортсмена из Швейцарии Самуэля Шеррера и завоевал золотую медаль европейского первенства.
На чемпионате Европы 2021 года, который проходил в польской столице Варшаве, турецкий спортсмен вышел в финал весовой категории до 97 кг, но уступил российскому атлету Алихану Жабраилову и стал серебряным медалистом турнира. 